# The Who 2011 performances
The Who 2011 performances fue una serie de conciertos planeados por la banda de rock británica The Who durante 2011 de los que solo se dio un solo show.

## Miembros de la banda
- Roger Daltrey - voz, armónica, guitarra
- Pete Townshend - guitarra, voz

Miembros adicionales
- Pino Palladino - bajo
- Zak Starkey - batería
- John "Rabbit" Bundrick - teclado, piano
- Simon Townshend - guitarra, voz
- Jody Linscott - percusión
- Billy Nicholls - voz

## Lista de temas interpretados
1. "Baba O'Riley"
2. "Who Are You"
3. "Won't Get Fooled Again"
4. "Join Together" (with Jeff Beck, Debbie Harry, and Bryan Adams)

## Fechas de presentaciones
| Fecha                          | Ciudad                         | País                           | Lugar                          |
| Killing Cancer Benefit Concert | Killing Cancer Benefit Concert | Killing Cancer Benefit Concert | Killing Cancer Benefit Concert |
| ------------------------------ | ------------------------------ | ------------------------------ | ------------------------------ |
| 13 de enero de 2011            | London                         | England                        | Hammersmith Apollo             |